# Вавилин, Иван Михайлович
Иван Михайлович Вавилин (коми Иван Михайлович Вавилин; 21 ноября [4 декабря] 1911, Баяркерес, Коми АССР — 4 октября 1975, Сыктывкар, Коми АССР) — коми советский поэт, переводчик, журналист. Член Союза писателей СССР (с 1943). Лауреат Государственной премии Коми АССР им. И. А. Куратова (1973).

## Биография
Окончил начальную школу, работал в Четдинском лесопункте, обучался на курсах по подготовке к вступлению в институт, служил в РККА.
До войны работал журналистом в газетах.
Участник Великой Отечественной войны. Старший сержант принимал участие в освобождении пяти европейских государств. Награждён медалями СССР.
После войны работал в аппарате правления Союза писателей и редакции журнала «Войвыв кодзув» («Северная звезда»). С 1943 года — член Союза писателей СССР.
Похоронен в с. Выльгорт Сыктывдинского района Республики Коми.

## Творчество
Первое стихотворение И. Вавилина было опубликовано в 1925 году в газете «Коми сикт» («Коми деревня»). В 1942 году вышел первый сборник стихов «Ни ӧти шаг бӧрӧ» («Ни шагу назад»), в 1944 г. — «Сӧветскӧй воин» («Советский воин»). Широкую известность поэту принесла поэма «Дед Тарас» (1959).
Для детей в Коми книжном издательстве вышли в свет его книги «Пытшӧсь сан» («Проказница — росомаха», 1961 г.) и «Миша вӧчӧ йӧв» («Миша делает молоко», 1965 г.).
Участвовал в создании детской оперы-сказки «Кысук и Серко» (композитор П. И. Чисталев).
Основная тема сборников стихов («Ни шагу назад» (1942) и «Советский воин» (1944) мужество советских солдат. Автор поэтических сборников, стихов для детей, басен и фельетонов (сборник «Колючка», 1963, поэма «Дед Тарас», 1959, и др.).
В 1950—1970-е гг. было издано несколько сборников стихов и поэм И. Вавилина. В их числе: «Моя Парма» (1957), «Мувывса кодзувъяс» («Земные звёзды», 1965 г.), «Кыаысь кыаo» («От зари до зари», 1970 г.), «Кывбуръяс. Поэма» («Стихотворения. Поэма», 1973 г.).
Переводил с русского на коми-зырянский язык стихи С. Я. Маршака, С. В. Михалкова и др.

## Избранные произведения на коми языке
- Кыдзи ми уджалам-олам. — Сыктывкар: Коми Гиз, 1937.
- Ни ӧти шаг бӧрӧ. 1942.
- Сӧветскӧй воин : фронтӧвӧй стихотворениеяс. — Сыктывкар : Коми гиз, 1944.
- Менам Парма. 1957.
- Мувыв кодзувъяс. 1965.
- Кыаысь кыаӧ. 1970.
- Кывбуръяс. Поэма. 1973.
- Сьӧлӧм сьылӧм. 1976

## Произведения для детей
- Вельмӧм сан. 1961.
- Дружнӧй котыр. 1962.
- Миша вӧчӧ йӧв. 1965.
- Миян пароход. 1970.

## Награды
- Медаль «За отвагу»,
- Медаль «За боевые заслуги»,
- Медаль «За взятие Вены»
- Государственная премия Коми АССР им. И. А. Куратова